# Digges Cove
Die Digges Cove (englisch; bulgarisch залив Дигс saliw Digs) ist eine 1,77 km breite und 860 m lange Bucht an der Nordküste von Elephant Island im Archipel der Südlichen Shetlandinseln. Sie liegt 18 km südöstlich des Kap Yelcho und 10,14 km westlich des Point Wild. Die Bucht entstand durch den Rückzug des Snellius-Gletschers am Ende des 20. Jahrhunderts. Ihre Einfahrt wird nordwestlich durch den Eratosthenes Point begrenzt.
Britische Wissenschaftler kartierten sie zuletzt 2009. Die bulgarische Kommission für Antarktische Geographische Namen benannte sie im April 2021 nach dem englischen Mathematiker und Landvermesser Leonard Digges (≈1515–≈1559), dem Erfinder des Theodolits.